# Seitenwagen-Weltmeisterschaft 2017
Die Seitenwagen-Weltmeisterschaft 2017 war eine von der FIM ausgetragene internationale Weltmeisterschaft für Motorradgespanne. Es wurden fünf Rennen mit insgesamt acht Läufen ausgetragen. Erlaubt waren Gespanne mit einem Hubraum von bis zu 600 cm³.
Ben Birchall wurde mit seinem Bruder Thomas Birchall als Beifahrer auf einem LCR-Yamaha-Gespann Seitenwagen-Weltmeister.

## Punkteverteilung
Weltmeister wird derjenige Fahrer beziehungsweise der Hersteller, der bis zum Saisonende die meisten Punkte in der Weltmeisterschaft angesammelt hat. Bei der Punkteverteilung werden die Platzierungen im Gesamtergebnis des jeweiligen Rennens berücksichtigt. Die fünfzehn erstplatzierten Fahrer jedes Rennens erhalten Punkte nach folgendem Schema:
| Punkteverteilung | Punkteverteilung | Punkteverteilung | Punkteverteilung | Punkteverteilung | Punkteverteilung | Punkteverteilung | Punkteverteilung | Punkteverteilung | Punkteverteilung | Punkteverteilung | Punkteverteilung | Punkteverteilung | Punkteverteilung | Punkteverteilung | Punkteverteilung |
| ---------------- | ---------------- | ---------------- | ---------------- | ---------------- | ---------------- | ---------------- | ---------------- | ---------------- | ---------------- | ---------------- | ---------------- | ---------------- | ---------------- | ---------------- | ---------------- |
| Platz            | 1                | 2                | 3                | 4                | 5                | 6                | 7                | 8                | 9                | 10               | 11               | 12               | 13               | 14               | 15               |
| Punkte           | 25               | 20               | 16               | 13               | 11               | 10               | 9                | 8                | 7                | 6                | 5                | 4                | 3                | 2                | 1                |

In die Wertung kommen alle erzielten Resultate.

## Rennen
| Nr. | Datum                | WM-Lauf     | Strecke                       | Streckenlayout | Läufe      |
| --- | -------------------- | ----------- | ----------------------------- | -------------- | ---------- |
| 1   | 15. April            | Frankreich  | Circuit Bugatti               |                | ein Lauf   |
| 2–3 | 20. und 21. Mai      | Deutschland | Motorsport Arena Oschersleben |                | zwei Läufe |
| 4–5 | 17. und 18. Juni     | Ungarn      | Pannonia-Ring                 |                | zwei Läufe |
| 6   | 6. August            | Niederlande | TT Circuit Assen              |                | ein Lauf   |
| 7–8 | 9. und 10. September | Kroatien    | Automotodrom Grobnik          |                | zwei Läufe |

### Rennergebnisse
|   | Datum      | Strecke          | Pole-Position                  | Lauf | Platz 1                              | Platz 2                              | Platz 3                                | Gesamtführung                  |
| - | ---------- | ---------------- | ------------------------------ | ---- | ------------------------------------ | ------------------------------------ | -------------------------------------- | ------------------------------ |
| 1 | 25.04.     | Circuit Bugatti  | Ben Birchall / Thomas Birchall | 1    | Ben Birchall / Thomas Birchall       | Pekka Päivärinta / Kirsi Kainulainen | Bennie Streuer / Kevin Rousseau        | Ben Birchall / Thomas Birchall |
| 2 | 20.–21.05. | Oschersleben     | Ben Birchall / Thomas Birchall | 1    | Ben Birchall / Thomas Birchall       | Pekka Päivärinta / Kirsi Kainulainen | John Holden / Mark Wilkes              | Ben Birchall / Thomas Birchall |
| 2 | 20.–21.05. | Oschersleben     | Ben Birchall / Thomas Birchall | 2    | Ben Birchall / Thomas Birchall       | Pekka Päivärinta / Kirsi Kainulainen | John Holden / Mark Wilkes              | Ben Birchall / Thomas Birchall |
| 3 | 17.–18.06. | Pannonia-Ring    | Ben Birchall / Thomas Birchall | 1    | Ben Birchall / Thomas Birchall       | Pekka Päivärinta / Kirsi Kainulainen | John Holden / Mark Wilkes              | Ben Birchall / Thomas Birchall |
| 3 | 17.–18.06. | Pannonia-Ring    | Ben Birchall / Thomas Birchall | 2    | Ben Birchall / Thomas Birchall       | Pekka Päivärinta / Kirsi Kainulainen | John Holden / Mark Wilkes              | Ben Birchall / Thomas Birchall |
| 4 | 06.08..    | TT Circuit Assen | Ben Birchall / Thomas Birchall | 1    | Ben Birchall / Thomas Birchall       | Pekka Päivärinta / Kirsi Kainulainen | John Holden / Mark Wilkes              | Ben Birchall / Thomas Birchall |
| 5 | 09.–10.09. | Rijeka           | Ben Birchall / Thomas Birchall | 1    | Ben Birchall / Thomas Birchall       | John Holden / Mark Wilkes            | Pekka Päivärinta / Kirsi Kainulainen   | Ben Birchall / Thomas Birchall |
| 5 | 09.–10.09. | Rijeka           | Ben Birchall / Thomas Birchall | 2    | Pekka Päivärinta / Kirsi Kainulainen | John Holden / Mark Wilkes            | Michael Grabmüller / Sebastien Lavorel | Ben Birchall / Thomas Birchall |

## Fahrerwertung
| Pos. | Fahrer             | Beifahrer             | Maschine         | FRA | DEU | DEU | HUN | HUN | NED | CRO | CRO | Punkte |
| Pos. | Fahrer             | Beifahrer             | Maschine         |     | R1  | R2  | R1  | R2  |     | R1  | R2  |        |
| ---- | ------------------ | --------------------- | ---------------- | --- | --- | --- | --- | --- | --- | --- | --- | ------ |
| 1    | Ben Birchall       | Thomas Birchall       | LCR-Yamaha       | 1   | 1   | 1   | 1   | 1   | 1   | 1   | DNF | 175    |
| 2    | Pekka Päivärinta   | Kirsi Kainulainen     | LCR-Honda        | 2   | 2   | 2   | 2   | 2   | 2   | 3   | 1   | 161    |
| 3    | John Holden        | Mark Wilkes           | LCR-Kawasaki     | DNF | 3   | 3   | 3   | 3   | 3   | 2   | 2   | 120    |
| 4    | Bennie Streuer     | Kevin Rousseau        | LCR-Honda        | 3   | 4   | 4   | 4   | 4   | 4   | 4   | 4   | 107    |
| 5    | Michael Grabmüller | Sebastien Lavorel     | LCR-Yamaha       | 4   | 6   | 5   | 5   | 5   | 5   | 5   | 3   | 94     |
| 6    | Lewis Blackstock   | Patrick Rosney        | LCR-Suzuki       | 6   | 8   | 7   | 6   | 6   | 8   | 6   | 5   | 76     |
| 7    | Scott Lawrie       | Ben Hughes            | LCR-Suzuki       | 5   | 5   | 6   | 9   | DNF | 7   | 7   | 8   | 65     |
| 8    | Janez Remše        | Robbie Shorter        | ARS-Yamaha       |     | 9   | 11  | 7   | 7   | DNF | 8   | 7   | 47     |
| 9    | Günther Bachmaier  | Manfred Wechselberger | LCR-Suzuki       | DNF | 12  | 8   | 10  | 9   | 11  | 10  | 10  | 42     |
| 10   | Jakob Rutz         | Marcel Fries          | LCR-Yamaha       | 8   | 11  | 10  | 12  | 10  | DNF | 9   | 11  | 41     |
| 11   | Peter Kimeswenger  | Jens Lehnertz         | LCR-Kawasaki     | DNF | 7   | 12  | 8   | 8   | 10  | DNF | DNF | 35     |
| 12   | Eckart Rösinger    | Steffen Werner        | Baker-Suzuki     | DNF | DNF | DNS | 11  | 11  | 13  | 12  | 6   | 47     |
| 13   | Tony Baker         | Fiona Baker-Holden    | Baker-Suzuki     | 10  |     |     | DNF | 12  | 12  | 11  | 9   | 26     |
| 14   | Estelle Leblond    | Melanie Farnier       | SGR-Suzuki       | 7   | 10  | 9   |     |     |     |     |     | 22     |
| 15   | Alan Founds        | Jeroen Schmitz        | LCR-Yamaha       |     |     |     |     |     | 6   |     |     | 10     |
| 16   | Brian Gray         | Jason Pitt            | LCR-Yamaha       |     |     |     |     |     | 9   |     |     | 7      |
| 17   | Franck Barbier     | Goulven Crochemore    | SGR-Suzuki       | 9   |     |     |     |     |     |     |     | 7      |
| 18   | Francois Leblond   | Bruno Picquoin        | Selbourne-Suzuki | 11  | DNF | DNF |     |     |     |     |     | 5      |
| 19   | Mike Roscher       | Anna Burkard          | LCR-Suzuki       |     |     |     |     |     | 14  |     |     | 2      |

| Farbe         | Bedeutung                               |
| ------------- | --------------------------------------- |
| Gold          | Sieger                                  |
| Silber        | 2. Platz                                |
| Bronze        | 3. Platz                                |
| Grün          | Platzierung in den Punkten              |
| Blau          | Klassifiziert außerhalb der Punkteränge |
| Violett       | Rennen nicht beendet (DNF)              |
| Violett       | nicht klassifiziert (NC)                |
| Rot           | nicht qualifiziert (DNQ)                |
| Schwarz       | disqualifiziert (DSQ)                   |
| Weiß          | nicht am Start (DNS)                    |
| Weiß          | zurückgezogen (WD)                      |
| Weiß          | Rennen abgesagt (C)                     |
| ohne Farbe    | nicht am Training teilgenommen (DNP)    |
| ohne Farbe    | verletzt oder krank (INJ)               |
| ohne Farbe    | ausgeschlossen (EX)                     |
| ohne Farbe    | nicht erschienen (DNA)                  |
| fett          | Pole-Position                           |
| kursiv        | Schnellste Rennrunde                    |
| unterstrichen | WM-Führung                              |
| hochgestellt  | Platzierung im Sprintrennen             |